# Złotowo (powiat żniński)
Złotowo – wieś w Polsce położona w województwie kujawsko-pomorskim, w powiecie żnińskim, w gminie Barcin.

## Demografia
W latach 1975–1998 miejscowość należała administracyjnie do województwa bydgoskiego. Według Narodowego Spisu Powszechnego (III 2011 r.) liczyła 282 mieszkańców. Jest siódmą co do wielkości miejscowością gminy Barcin.

## Prehistoria
W tym miejscu znajduje się kurhan. Został on odkryty przez nauczyciela, Alojzego Rybczyńskiego w 1959 r. Prace archeologiczne rozpoczęto w 1961 r. Zabytek datowany jest na młodszą epokę kamienia gładzonego (neolit) to jest sprzed 4500 lat. W trakcie wykopalisk znaleziono komorę grobową, szkielety ludzkie i zwierzęce, paciorki bursztynowe, naczynia gliniane. Wszystkie eksponaty znajdują się Instytucie Archeologii i Etnologii PAN w Poznaniu.